# Vĩnh Gia, Ôn Châu
Vĩnh Gia (chữ Hán giản thể: 永嘉县, bính âm: Yǒngjiā Xiàn, âm Hán Việt: Vĩnh Gia huyện) là một huyện thuộc địa cấp thị Ôn Châu, tỉnh Chiết Giang, Cộng hòa Nhân dân Trung Hoa. Huyện này có diện tích 2698 km², trong đó diện tích mặt nước là 113 km², diện tích vùng núi đồi là 2308 km², diện tích bình nguyên là 277 km². Dân số huyện Vĩnh Gia năm 2000 là 892.700 người. Sông Nam Khê chảy qua huyện này. Huyện lỵ huyện này đóng ở số 94 Tiền Lộ thuộc trấn Thượng Bình. Huyện Vĩnh Gia được chia ra các đơn vị hành chính trực thuộc gồm 12 trấn, 26 hương.